# Shatter cone
Ne doit pas être confondu avec Spatter cone.
Pour les articles homonymes, voir Cône de choc.

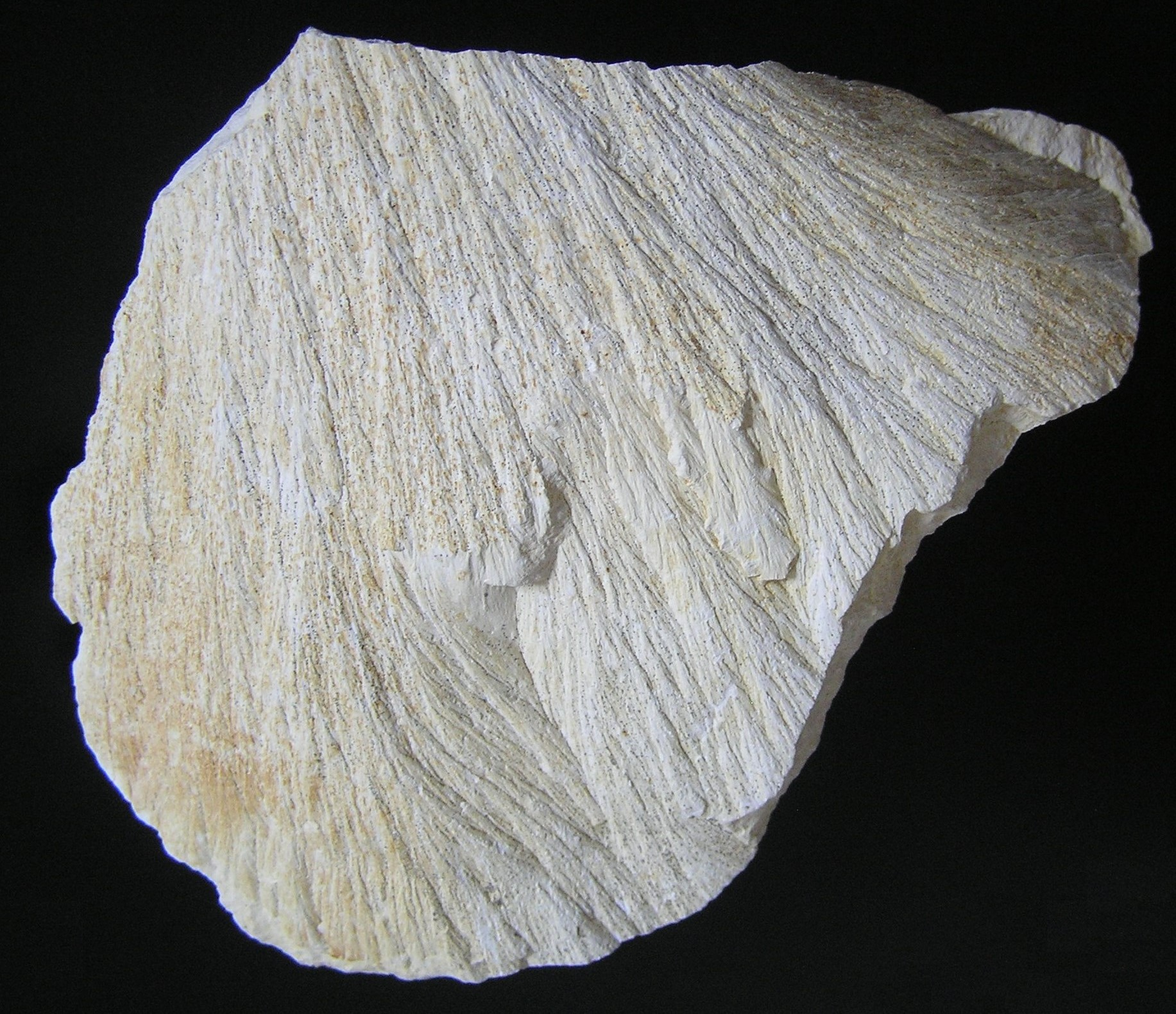
Cône de percussion calcaire du cratère de Steinheim, en Allemagne.

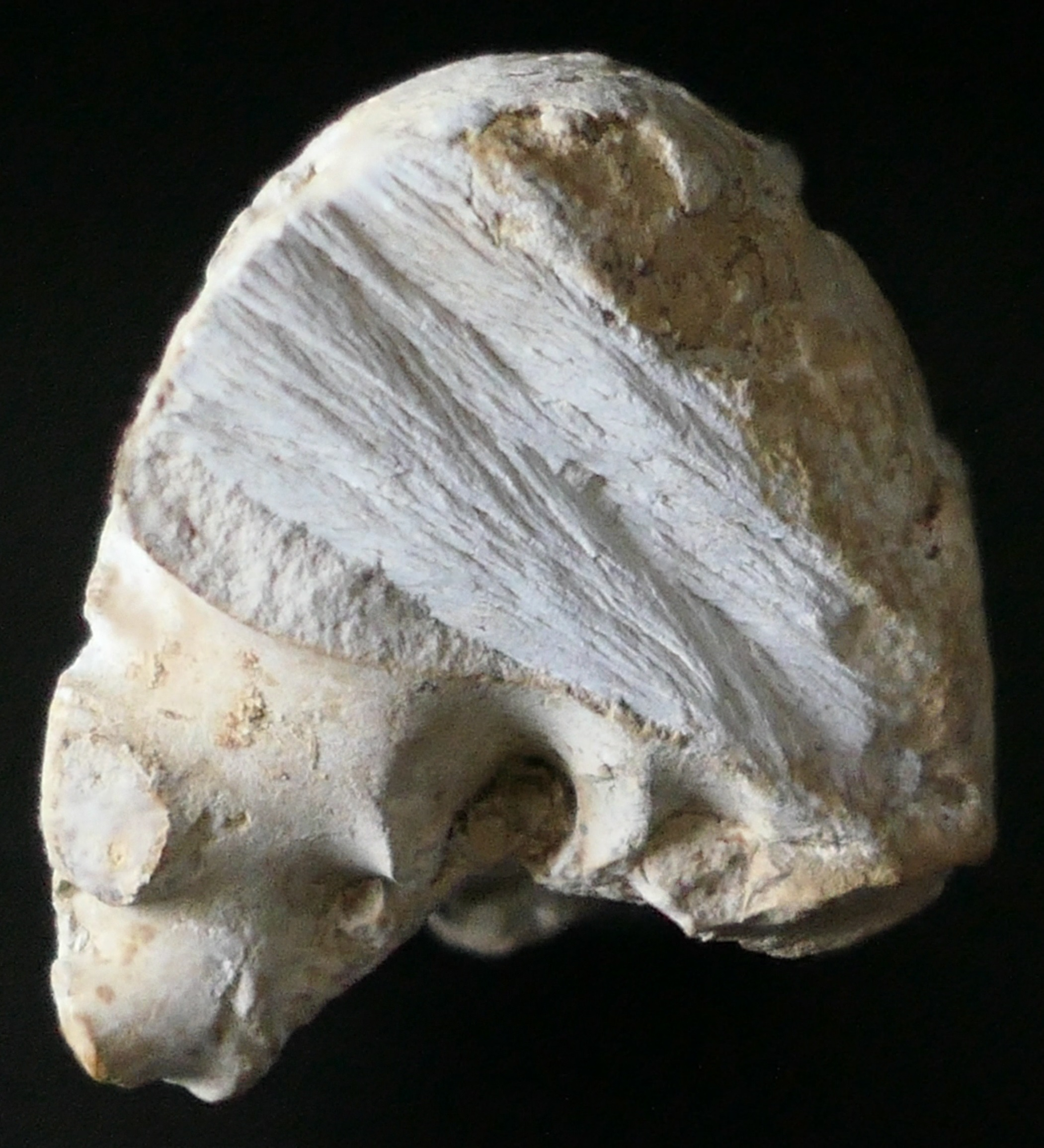
Cône de percussion dans le calcaire du cratère de Steinheim.

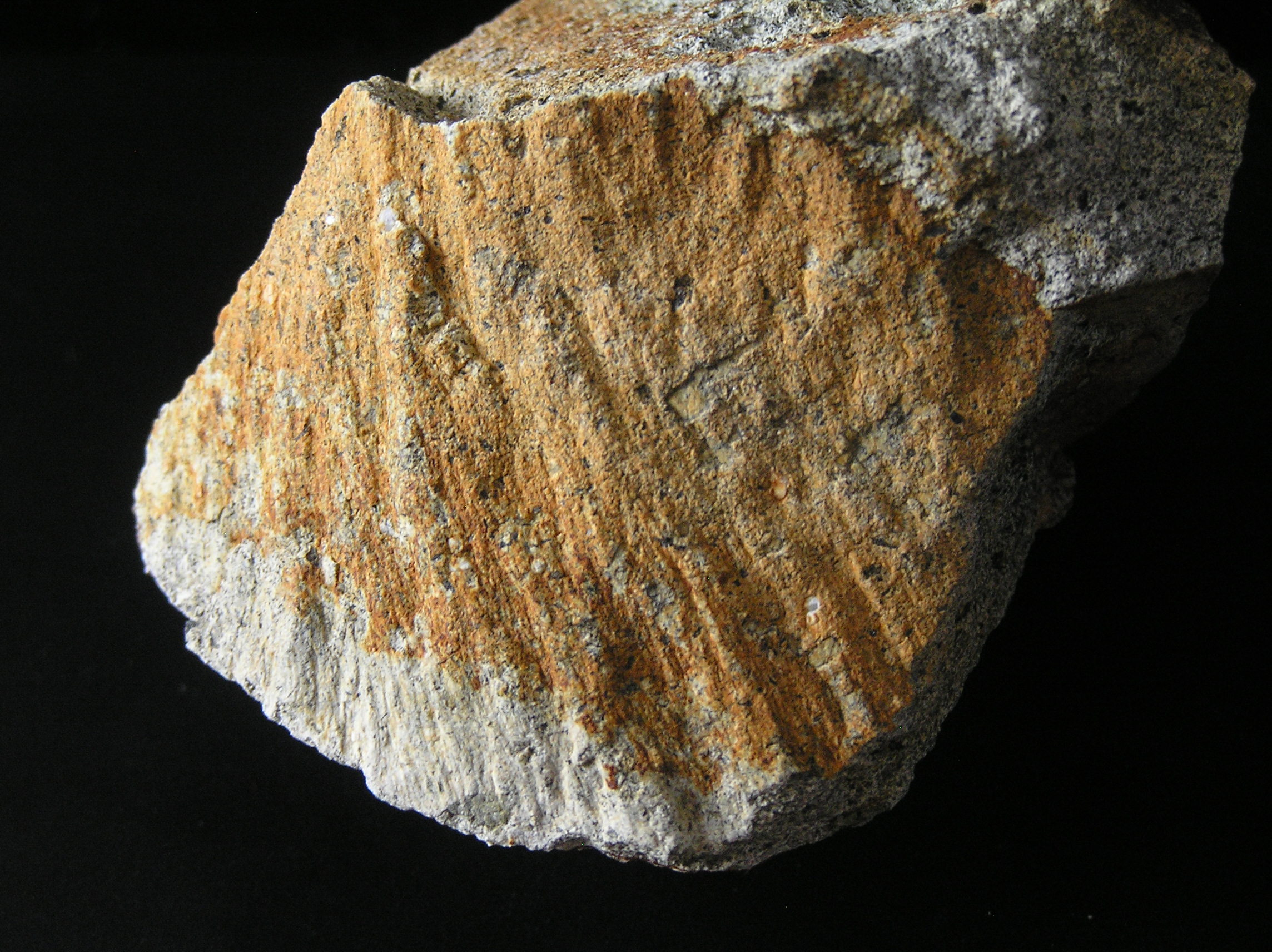
Cône de percussion d'astroblème du Nördlinger Ries, en Allemagne.

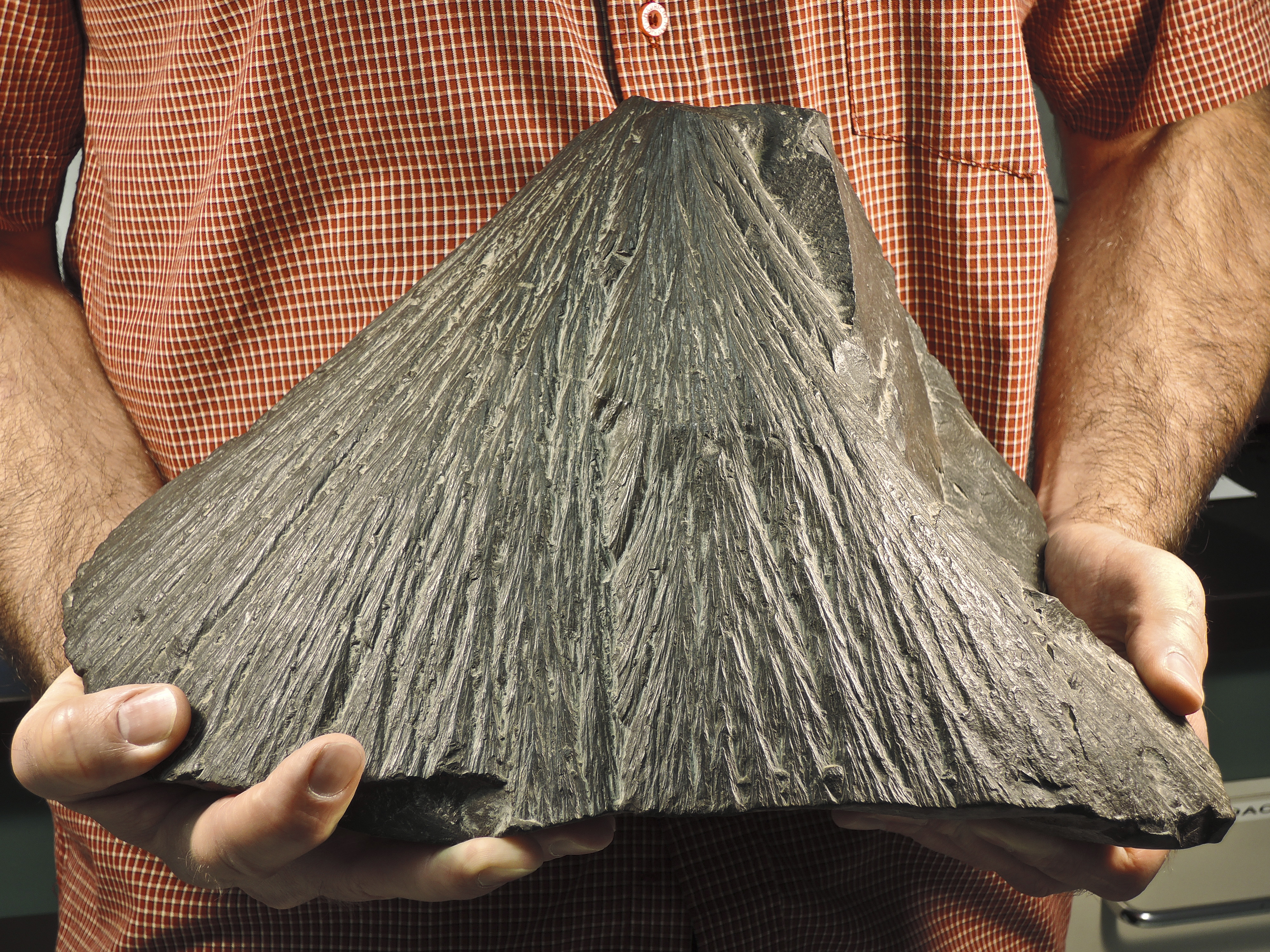
Cône de percussion dans le calcaire, provenant de l'astroblème de Charlevoix, Québec, Canada.

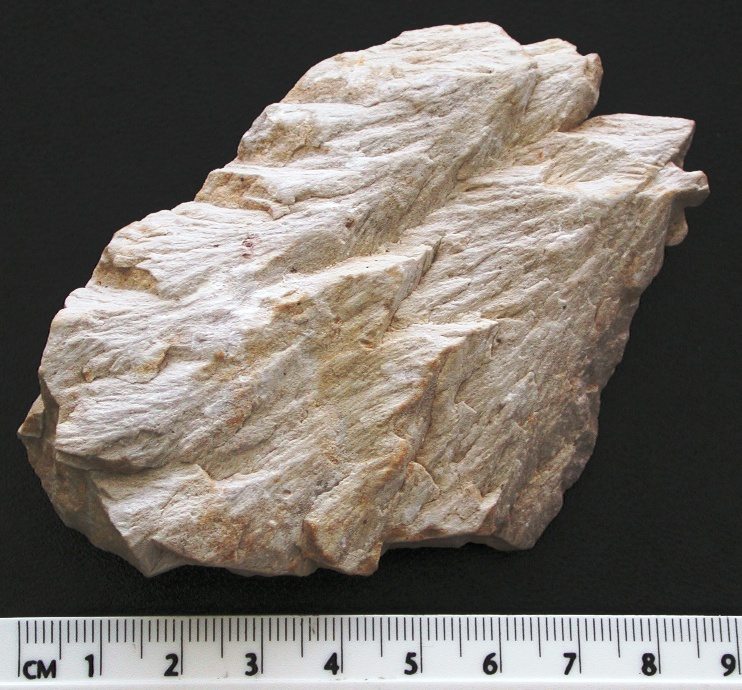
Cônes de percussion du cratère d'impact de Wells creek, aux États-Unis.

Un cône de choc, cône de percussion ou shatter cone en anglais et Strahlenkalke en allemand (il n’y a pas encore de traduction française stabilisée du terme) est une structure rocheuse présentant des fractures divergentes en forme de cône que l’on ne trouve que dans les cratères d’impacts météoritiques ou d’explosions nucléaires. Si des structures coniques sont souvent rapportées en géologie, l’aspect en « chevelure » ou en « queue de cheval » des cônes de percussion est spécifique et unique.

## Descriptif
Parmi les impactites, les cônes de percussion sont les seules qui soient identifiables sans microscope. Souvent, le terme « stries » est improprement utilisé (même par des chercheurs) pour décrire les fractures de la surface, qui constituent en fait la zone de séparation de la roche hôte.
Des études en laboratoire ont montré que la pression nécessaire à la genèse des cônes de percussion était dans la gamme de 2 à 30 GPa. En fonction de la masse et de la vitesse de l'astéroïde à l'origine de l'impact, les pressions nécessaires pour produire des cônes de percussion seront atteintes à partir d'une certaine distance du point d'impact et jusqu'à une certaine limite. Au-delà de cette limite, les pressions ne sont plus suffisantes à la genèse de ces structures. Ainsi, les cônes de percussion de l'astroblème de Charlevoix (au Québec, 54 km de diamètre) se trouvent entre 5  et   7,5 km du point d'impact.

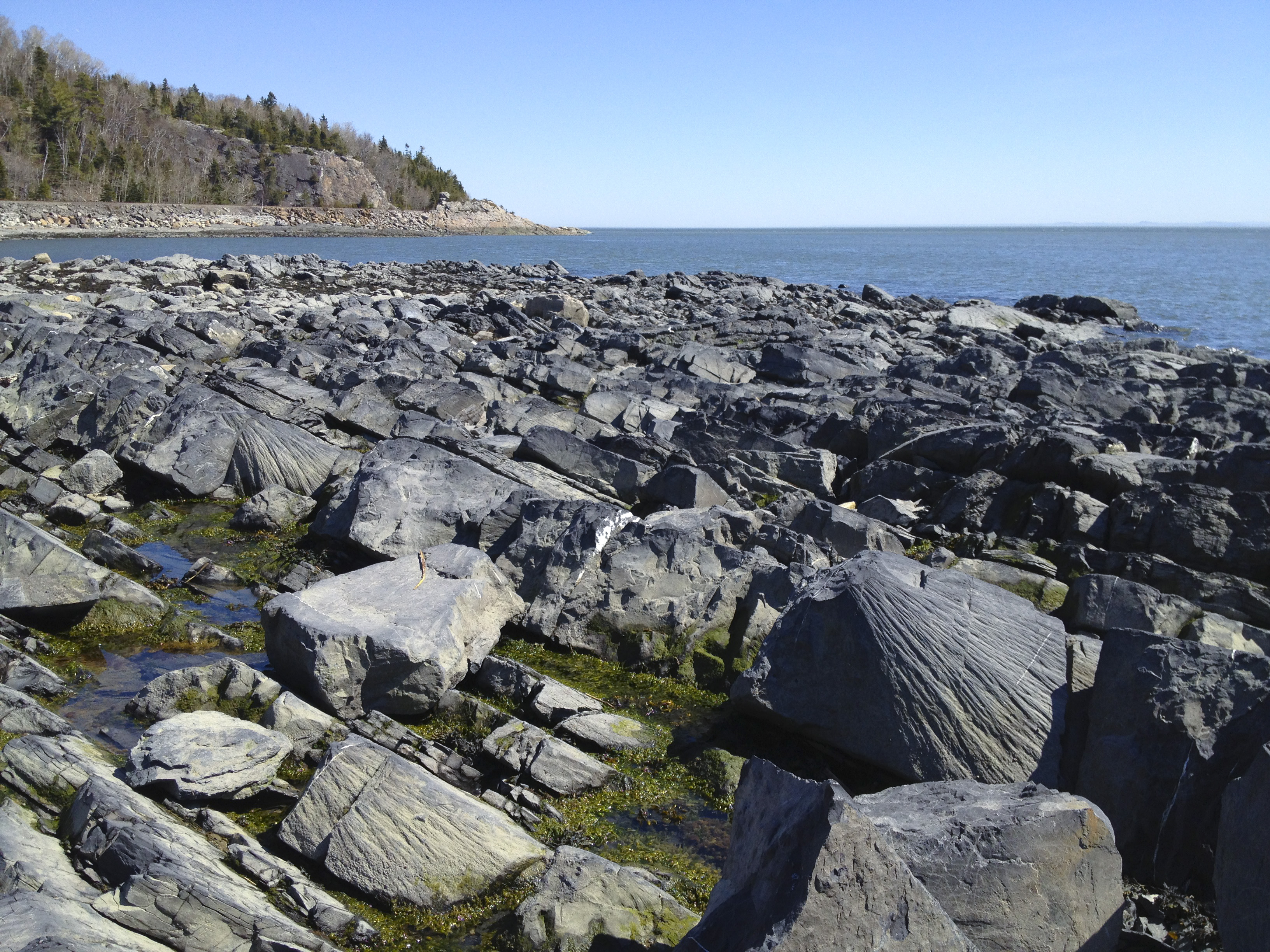
Cônes de percussion dans leur environnement sur l'estran de l’astroblème de Charlevoix, au Québec.

En général, le cône pointe vers le centre de l’impact, c'est-à-dire vers l’origine de l’onde de choc. Toutefois l’orientation des cônes peut être modifiée par les hétérogénéités des roches impactées ou bien par des mouvements ultérieurs du sous-sol (tectonique, glissements, etc.). Les cônes les mieux développés se retrouvent essentiellement dans les sous-sols sédimentaires où ils peuvent atteindre plusieurs mètres, alors qu’ils sont beaucoup plus petits dans les sous-sols cristallins.

## Découvertes
Les premiers cônes ont été identifiés en 1905 par Branca et Frass dans le bassin de Steinheim, en Allemagne; leur origine par impact fut démontrée en 1947 par Dietz. En France, des cônes de percussion ont été trouvées autour de l’astroblème de Rochechouart-Chassenon identifié en 1969. L’astroblème de Rochechouart est la première structure d’impact terrestre à avoir été identifiée uniquement par l’observation des cônes de percussion, alors qu’aucune structure topographique circulaire n’est reconnaissable.